# Konsonans
Indenfor musikteori er en konsonans (Latin com-, "med" + sonare, "at lyde") en harmoni, en akkord eller et interval der betragtes som stabilt, i modsætning til en dissonans  (Latin dis-, "adskilt" + sonare, "at lyde"), der betragtes som ustabil (eller midlertidig). Den strengeste definition af konsonans kan være kun de lyde som fornemmes velklingende, mens den generelle definition omfatter lyde som bruges frit.